# Uchacq-et-Parentis
Uchacq-et-Parentis é uma comuna francesa na região administrativa da Nova Aquitânia, no departamento Landes. Estende-se por uma área de 40,3 km². Em 2010 a comuna tinha 618 habitantes (densidade: 15,3 hab./km²).